# Chamaesphecia koshantschikovi
Chamaesphecia koshantschikovi is een vlinder uit de familie van de wespvlinders (Sesiidae). De wetenschappelijke naam van de soort is voor het eerst geldig gepubliceerd in 1914 door Püngeler.